# 劉國昌
劉國昌（1949年—），男，生於南非比勒陀利亞，祖籍廣東佛山市順德，在英屬香港接受教育和生活，毕业于拔萃男書院和美国南加州大学电影系（碩士）。香港和兩岸的傑出電影導演，被称为香港写实主义的鼻祖。
曾經導演多部經典的香港電影，包括《童黨》、《廟街皇后》、《五億探長雷洛傳》、《藍江傳之反飛組風雲》、《我要成名》、《哥哥的情人》、《拳王》、《愛上我吧》等等。無數香港和兩岸影壇中影帝影后級的大哥大姐，均曾演出其作品，如劉德華、张国荣，張艾嘉、劉青雲、邱淑貞、郭富城、任達華、梁朝偉、馮寶寶、葉玉卿，叶德娴，张丰毅，张孝全，周渝民等等。
擅長拍攝充滿香港特色的電影，喜歡用創新手法闡述香港社會，并一针见血地命中问题。其作品有懷緬昔日香港問題的《五億探長雷洛傳》，有反映當下社会问题的《童党》、《廟街皇后》，《无人驾驶》，《机动部队之绝路》，《机动部队之伙伴》等等，更有大膽破格的同性戀電影《安非他命》、《無野之城》，甚至渗入政治色彩、讽刺香港和台湾政制问题的《圍城》、《弹道》等等。写实、针砭、深入、谨密、紧凑、却温和是劉國昌电影的一贯风格，因此劉國昌也被称为“温和写实派”的香港导演。

## 生平
劉國昌早年在拔萃男書院就學，與香港電影監製李恩霖為同學。劉國昌於美國南加州大學電影系畢業，1970年代末返回香港生活和发展，见证香港电影新浪潮的崛起。1978年劉國昌獲徐克导演青睐，在其新浪潮震撼之作《蝶变》中首次担任副导演，正式踏上本土影视界的编导工作。
後加入香港電台电視部工作，并参与执导脍炙人口的写实单元片《狮子山下》、《香港香港》、《歧途》,《香江岁月》等，在长达6年的电视工作中，劉國昌借鉴了众多香港电视写实节目的拍摄方式和风格，并自创现场收音、现场效果等拍摄手法。
1988年，以接近纪录片的基调导演了首部剧情电影《童党》，片中香港屋邨的写实面貌、边缘青少年的可悲可怜，迅速引起外界注目，也奠定了劉國昌写实、反映民情民风、关注社会问题的特色和个人风格。随后，刘国昌又导演了多部电影，如《无人驾驶》、《蓝江传之反飞组风云》，其中《庙街皇后》更囊括多个香港电影奖项，而《五亿探长雷洛传》和《五亿探长雷洛传II之父子情仇》则一共取得五千多万港元的票房佳绩。早期作品多與同是香港電台出身的編劇陳文強合作。
除了执导电影，也会在无数香港电影中友情客串，如《92黑玫瑰对黑玫瑰》、《岁月神偷》、《桃姐》等等，是为人深刻的龙套导演，由于劉國昌瘦削刻板的面容，使其在戏剧演出中，也塑造了不少经典惹笑的小人物角色。
导演的经典作品有《童黨》、《廟街皇后》、《五億探長雷洛傳》、《藍江傳之反飛組風雲》、《拳王》、《跟我走一回》、《我要成名》、《哥哥的情人》、《无人驾驶》、《围城》、《无野之城》、《弹道》、《安非他命》等。

## 電影作品
以香港當地原始片名為主：

### 導演
- 2017年 《毒。诫》
- 2013年 《迷藏》
- 2013年 《早見，晚愛》
- 2013年 《奇幻夜:迷藏》
- 2010年 《安非他命》
- 2010年 《實習大明星》
- 2009年 《機動部隊－伙伴》
- 2009年 《機動部隊－絕路》
- 2008年 《彈道》
- 2008年 《無野之城》
- 2007年 《圍城》
- 2006年 《我要成名》
- 2001年 《愛上我吧》
- 2000年 《無人駕駛》
- 1995年 《跟我走一回》
- 1993年 《情天霹雳之下集大結局》
- 1992年 《三個夏天 又名哥哥的情人》
- 1992年 《藍江傳之反飛組風雲》
- 1991年 《拳王》
- 1991年 《五億探長雷洛傳》
- 1991年 《五億探長雷洛傳II之父子情仇》
- 1990年 《廟街皇后》
- 1988年 《童黨》

 （页面存档备份，存于）

### 監製
- 1999年 《迷失森林》
- 2020年 《手捲煙》

### 編劇
- 1992年 《三個夏天》

### 剪輯
- 1988年 《童黨》

### 副導演
- 1979年 《蝶變》

### 演出
- 2023年 《年少日記》
- 2022年 《七人樂隊》
- 2019年 《九龍不敗》
- 2018年 《脫皮爸爸》
- 2011年 《桃姐》
- 2010年 《歲月神偷》
- 2010年 《鎗王》
- 1999年 《千言萬語》
- 1997年 《熱血最強》
- 1996年 《黑俠》
- 1996年 《浪漫風暴》
- 1992年 《92黑玫瑰對黑玫瑰》
- 1992年 《夢醒時分》
- 1988年 《但願人長久》

## 香港電台
- 2011年 《廉政行動2011》

## 评价
刘国昌是香港写实电影的重要人物，《童黨》、《庙街皇后》、《无人驾驶》在写香港社会之痛入骨髓上自成一格，他也是香港传记片的代表人物，《五亿探长雷洛传》系列成为一个时代的经典。他的作品总是在无限切近时代/社会的前提下，或精描细绘小人物的悲欢离合（如张艾嘉主演的《庙街皇后》和在内地上映的《我要成名》），或大胆揭露社会敏感问题（如《童党》和《无人驾驶》，与举写实之名行剥削之实的《老泥妹》之流有着本质区别），或大写个人与时代的关系（如《雷洛传》）。三部新作，《围·城》以残酷悲观笔触写出香港天水围社区的人道惨剧，《无野之城》转而经营青春体育题材，而《弹·道》竟是一部香港少见的政治电影，描写陈水扁竞选刺杀事件——老刘今年59岁，其创作力之旺盛让人欣喜  （页面存档备份，存于）。
對於寫實風格，劉國昌本人曾分析分為兩方面：其一是拍攝技法，類似紀錄片；其二是對題材的取態較為客觀。而對於後者，他認為香港打著寫實片旗號的作品多數做不到，都是帶有煽情成份的，因為不煽情和冷靜會抑制戲劇元素，他認為在香港「真正拍攝寫實片的導演可能就只有方育平一人」。

## 外部連結
- 劉國昌在香港影庫上的簡介
- 劉國昌在互联网电影资料库（IMDb）上的資料（英文）
- 劉國昌在豆瓣上的资料（简体中文）